# Goed Te Nieuwenhove

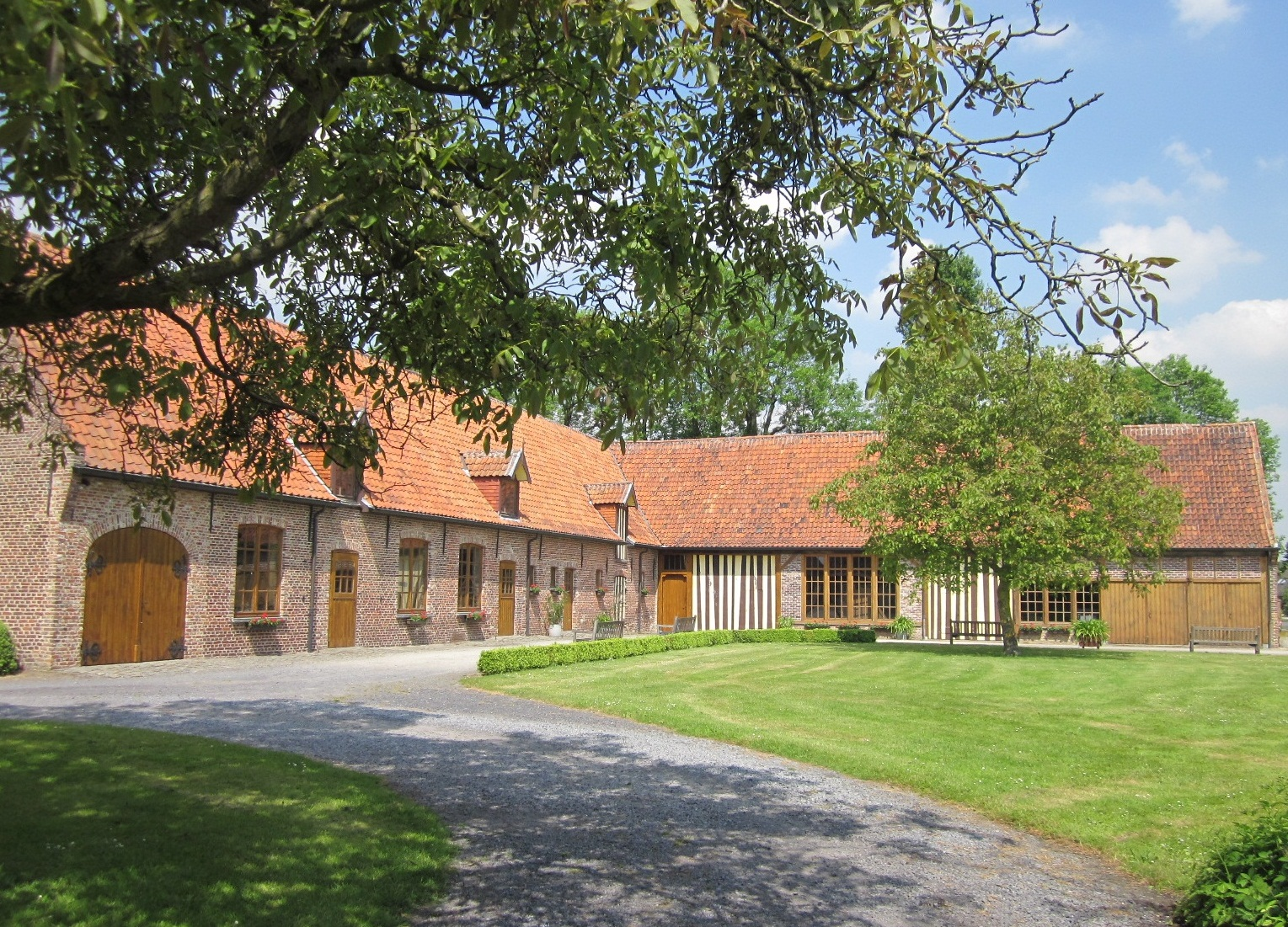
Stalvleugel en schuur

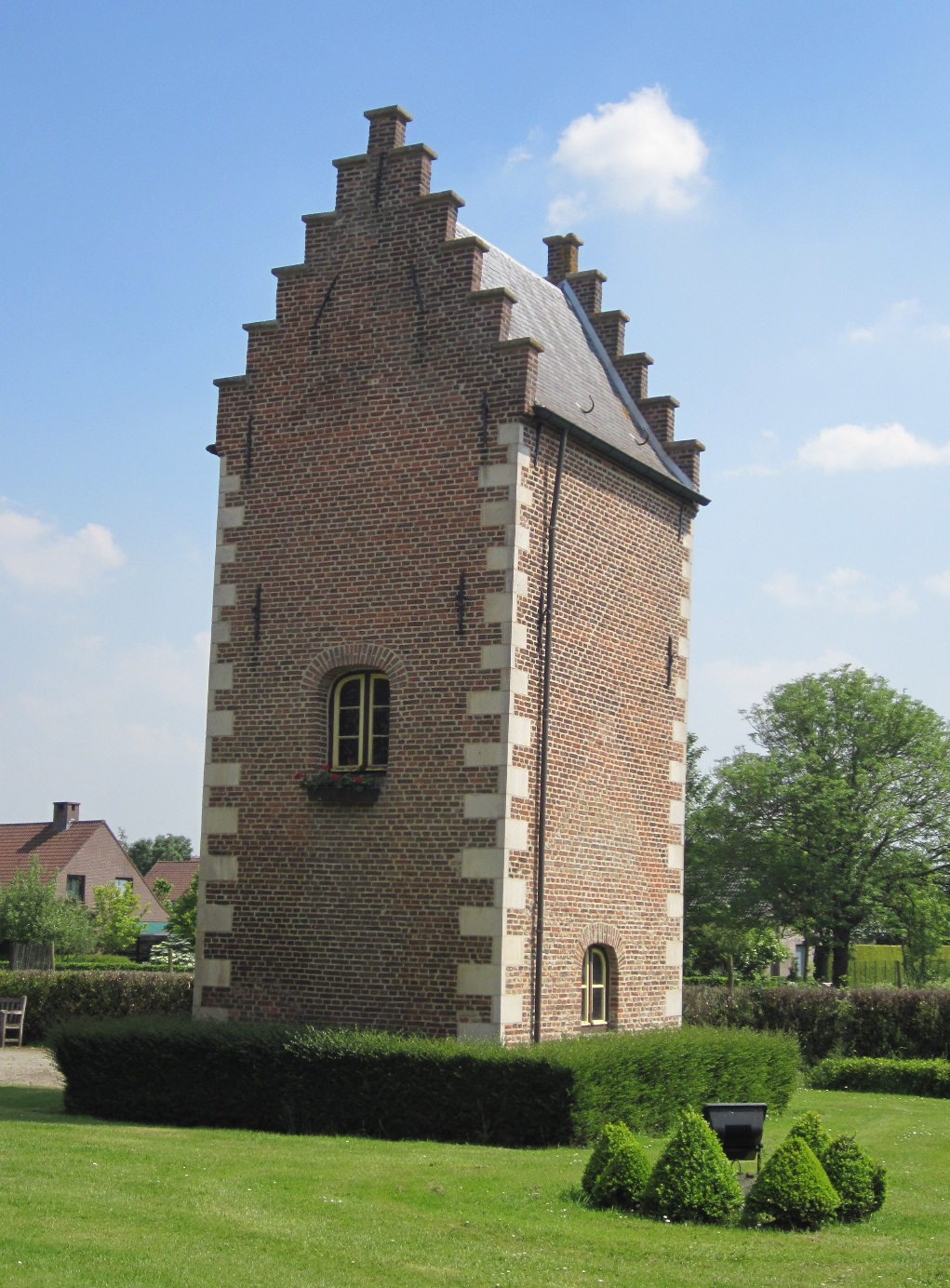
Duiventoren

Het Goed Te Nieuwenhove is een historische boerderij in de tot de West-Vlaamse stad Waregem behorende plaats Nieuwenhove, gelegen aan de Platanendreef 16, 16A.

## Geschiedenis
Hoewel ongetwijfeld veel ouder, werd Nieuwenhove voor het eerst schriftelijk vermeld in 1403, met Olivier van der Vichte als de eerst bekende heer van Nieuwenhove. Het kasteel van Nieuwenhove moet ergens omstreeks 1450 zijn gebouwd in opdracht van Antheunis vander Vichten. De neerhof van het kasteel, de huidige hoeve, werd voor het eerst vermeld in 1533. Het betrof toen een houten vakwerkbouw.
In 1799 werd het kasteel en de hoeve openbaar verkocht. Het kasteel brandde uit en werd gesloopt. Een deel van het materiaal werd voor de hoeve gebruikt, verder werd de binnengracht ermee gedempt. De buitengracht bleef intact.
In de jaren '60 van de 20e eeuw, en ook in 1976, werden opgravingen verricht naar de resten van het kasteel. Ook de duiventoren werd toen gerestaureerd.
In 1990 werd het goed aangekocht door de gemeente en in 1995 werd het poortgebouw gerestaureerd.

## Gebouwen
De huidige hoeve is 18e eeuws en heeft een toegangspoort, een woonhuis, een schuur met wagenhuis, een stal en een duiventoren.
Het poortgebouw draagt het wapenschild van de families Van Vigte en van Van Gavere-Schorisse, dit alles in twee maal twee kwartieren.
Het boerenhuid is van oorsprong een vakwerkbouw van 1758, maar in de 19e eeuw werd het na brand versteend.
De duiventoren zou oorspronkelijk uit de 17e eeuw stammen, maar zou in 1879 zijn afgebroken en herbouwd. De toren heeft twee trapgevels.
Ook de schuur is van 1758 en werd versteend in 1883.